# David Russell (musicista)
David Russell (Glasgow, 1953) è un chitarrista scozzese.

## Biografia
All'età di cinque anni, si trasferisce con la famiglia da Glasgow a Minorca, dove comincia ben presto ad interessarsi alla chitarra, seguendo l'esempio di Andrés Segovia e Julian Bream.
Oggi, Russell risiede in Galizia, ma passa la maggior parte del tempo suonando in tutto il mondo, apparendo regolarmente nei più prestigiosi teatri. Inoltre è regolarmente invitato a numerosi festival musicali.
Oltre alla chitarra classica è un appassionato di golf e ha vinto tornei amatoriali in Scozia e Spagna. È tifoso del Celta de Vigo, squadra galiziana.

## Premi e riconoscimenti
Durante i suoi studi alla Royal Academy, Russel vince il premio chitarristico "Julian Bream" due volte e ottiene una borsa di studio da parte della "Fondazione Ralph Vaughan Williams". In seguito si classifica primo in numerose competizioni internazionali, tra cui la "Competizione Andrés Segovia", la "Competizione José Ramírez, e la spagnola "Competizione Francisco Tárrega".
Come riconoscimento del suo grande talento nel 1997 viene eletto membro della Royal Academy of Music di Londra.
Nel maggio del 2003, riceve il titolo onorifico di "figlio adottivo" di Es Migjorn, il paese di Minorca dove è cresciuto. In seguito, nello stesso paese, verrà a lui dedicata la "Avinguda David Russell".
Nel novembre del 2003 vince la Medaglia d'onore del conservatorio delle Baleari e l'anno successivo ottiene un Grammy per il suo cd "Aire Latino" nella categoria di miglior solista classico.
Dopo aver ascoltato Russel a Londra, Andrés Segovia scrisse: "Le mie congratulazioni per la sua musicalità e la sua tecnica chitarristica"

## Discografia
Dal 1995, David Russell ha un contratto esclusivo con la Telarc International.
- 1978:Double bass and guitar
- 1979:Something unique
- 1980:David Russell plays Antonio Lauro
- 1983:Guitarduets
- 1984:D. Milne Guitar Concerto
- 1985:Mario Castelnuovo - Tedesco
- 1987:19th Century Music
- 1989:Haendel, Bach, Scarlatti
- 1991:Tárrega: Integral de Guitarra
- 1994:Guitare Québec 94
- 1995:Music of Barrios
- 1996:Music of Federico Moreno Torroba
- 1997:Rodrigo Concertos
- 1998:Message of the Sea
- 1999:Music of Giuliani
- 2001:David Russell plays Baroque Music
- 2002:Reflections of Spain
- 2003:David Russell plays Bach
- 2004:Aire Latino - Latin American Music for Guitar, Telarc - Grammy Award for Best Instrumental Soloist Performance (without orchestra) 2005
- 2005:Spanish Legends
- 2006:Renaissance Favorites for Guitar
- 2007:Art of the Guitar
- 2008:Air on a G String
- 2009:For David
- 2010:Sonidos Latinos
- 2011:Isaac Albéniz